# رشاد العرفاوي
رشاد العرفاوي (مواليد 7 مارس 1996) هو لاعب كرة قدم تونسي يلعب كمهاجم في نادي النادي الإفريقي.